# Коссано-Бельбо
Коссано-Бельбо (итал. Cossano Belbo) — коммуна в Италии, располагается в регионе Пьемонт, в провинции Кунео.
Население составляет 1048 человек (2008 г.), плотность населения составляет 52 чел./км². Занимает площадь 20 км². Почтовый индекс — 12054. Телефонный код — 0141.
Покровительницей коммуны почитается Пресвятая Богородица (Madonna del Carmine), празднование 16 июля.

## Демография
Динамика населения:

## Администрация коммуны
- Официальный сайт: http://www.comune.cossanobelbo.cn.it/